# Jeff Deslauriers
Jeffrey Drouin-Deslauriers, född 15 maj 1984 i Saint-Jean-sur-Richelieu, Québec, är en professionell kanadensisk professionell ishockeymålvakt som spelar för Augsburger Panther i DEL. Han har tidigare spelat för Edmonton Oilers och Anaheim Ducks i NHL, han har också varit reservmålvakt i Kanadas juniorlandslag.
Deslauriers bar nummer 38 när han spelade för Edmonton Oilers och han plockar med högerhanden vilket inte är så vanligt bland ishockeymålvakter.